# 酉島エネルギーセンター
酉島エネルギーセンター（とりしまエネルギーセンター）は、大阪府大阪市此花区にある火力発電所。

## 概要
大阪瓦斯の子会社である株式会社ガスアンドパワーインベストメント（現・株式会社ガスアンドパワー）によって建設され、2002年4月から運転を開始、発生電力を関西電力に供給している。

## 発電設備
- 総出力：14.99万kW[1]

1号機
発電方式：コンバインドサイクル発電方式およびガス圧力回収発電方式
定格出力：14.49万kW + 0.5万kW
使用燃料：LNG
営業運転開始：2002年4月